# Paphiopedilum callosum
Paphiopedilum callosum es una especie de la familia de las orquídeas. 

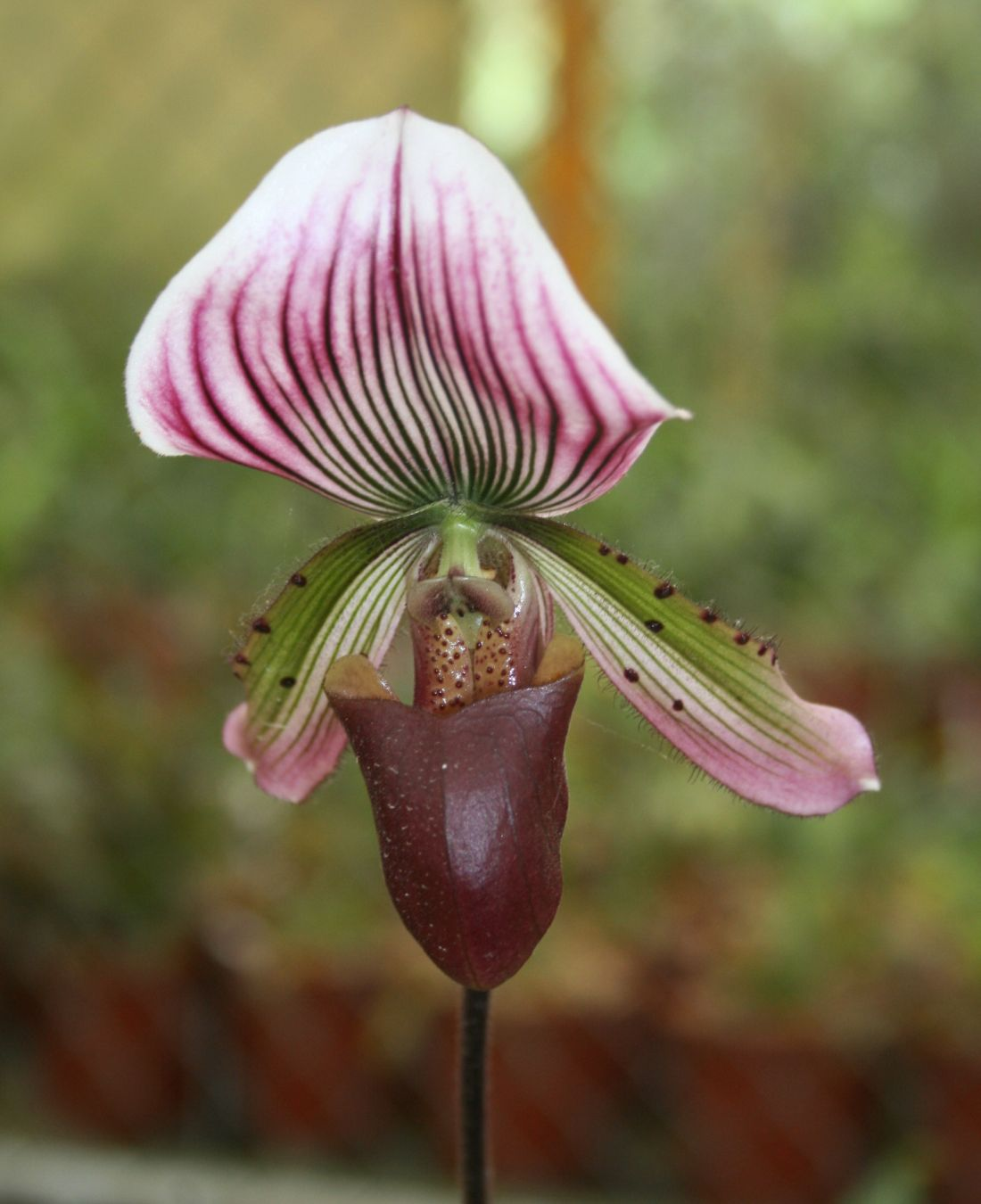
Detalle de la flor

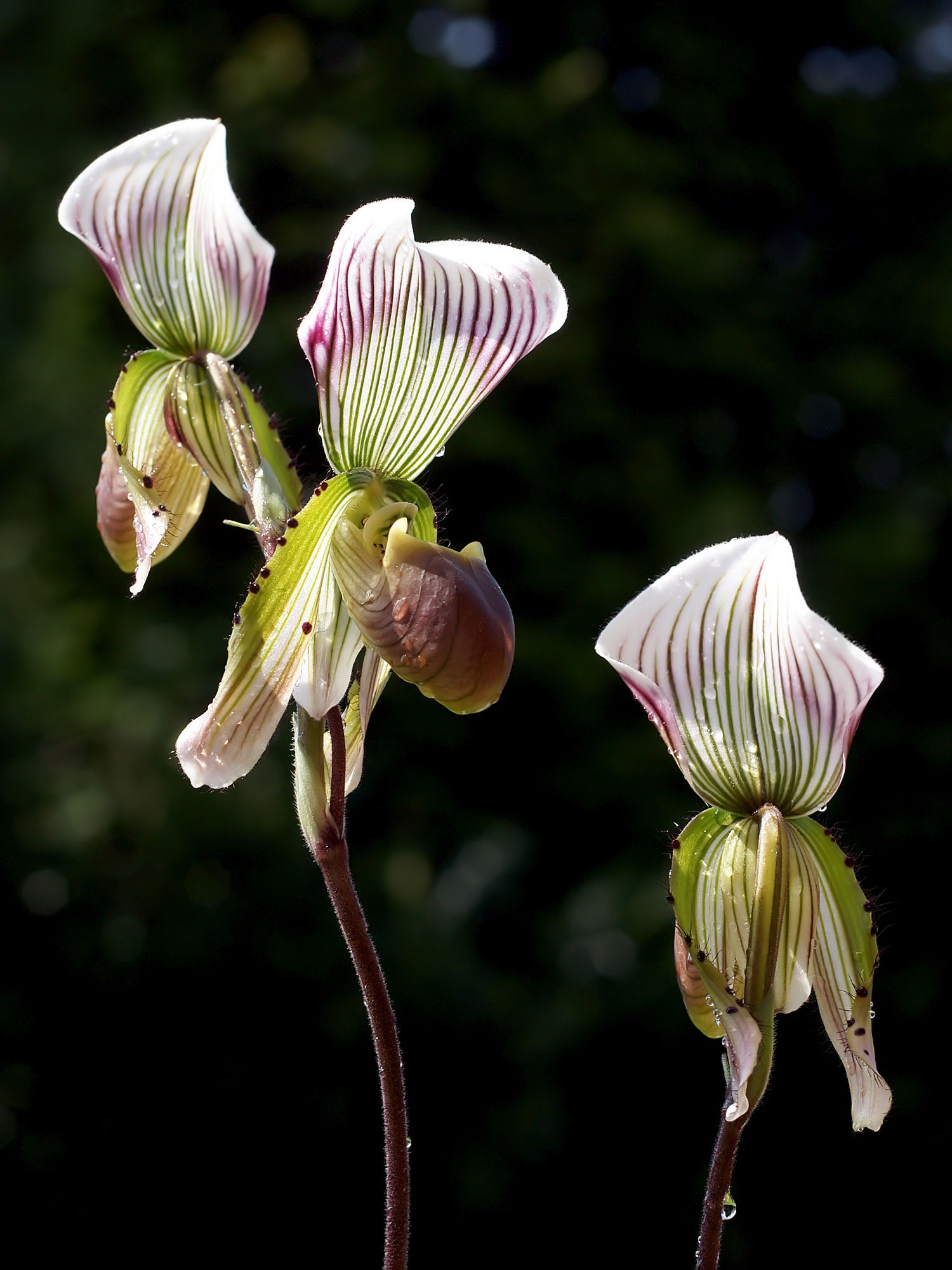
Paphiopedilum callosum flores

## Descripción
Es una orquídea de tamaño mediano, con hábito terrestre o litófita y 3 a 5 hojas, estrechamente elípticas, oblongo-elípticas u obovadas, de color verde oscuro con manchas de color verde claro, agudas. La inflorescencia terminal erecta, de entre 20 y 40 cm de largo, con brácteas ovadas a elípticas, agudas a subagudas que tienen 1/3 de la longitud de los ovarios y que llevan de 1 a 2 flores vistosas. Florece en primavera y principios del verano,

## Distribución
Se encuentra en Tailandia, Camboya, Vietnam y Laos en los bosques primarios, cerrados, siempreverdes de hoja ancha, bosques estacionales de tierras bajas, bosques mixtos y de coníferas y bosques nublados primarios de las tierras altas en suelos ricos en silicatos o en granito y piedra arenisca en altitudes de 300 a 2000 metros.

## Taxonomía
Paphiopedilum callosum fue descrita por (Rchb.f.) Stein y publicado en Botanische Jahrbücher für Systematik, Pflanzengeschichte und Pflanzengeographie 19: 40. 1895.
Etimología
El nombre del género viene de « Cypris», Venus, y de "pedilon" = "zapato" ó "zapatilla" en referencia a su labelo inflado en forma de zapatilla.
callosum; epíteto latino que significa "calloso".
Variedades
- Paphiopedilum callosum var. callosum (Indo-China). Hemicr.
- Paphiopedilum callosum var. potentianum (Tailandia). Hemicr.
- Paphiopedilum callosum var. warnerianum (Pen. Tailandia a noroeste Pen. Malasia). Hemicr.

Sinonimia
- Cordula callosa Rolfe 1912;
- Cypripedium barbatum var. warnerianum T.Moore 1878;
- Cypripedium callosum Rchb.f 1886;
- Cypripedium callosum var. sublaeve Rchb.f. 1888;
- Cypripedium crossii E. Morren 1865;
- Cypripedium schmidtianum Kraenzl. 1901;
- Paphiopedilum amabile sensu Guillam 1937
- Paphiopedilum crossii [Morren] Braem & Senghas 2000;
- Paphiopedilum crossii f. viniferum (Koop. & N.Haseg.) Braem & Chiron 2003;
- Paphiopedilum crossii var. potentianum (O.Gruss & Roeth) Braem & Senghas 2000;
- Paphiopedilum crossii var. sublaeve (Rchb.f.) Braem & Senghas 2000;
- Paphiopedilum potentianum O.Gruss & Roeth 1995;
- Paphiopedilum sublaeve (Rchb.f.) Fowlie 1979;
- Paphiopedilum viniferum Koop. & N.Haseg. 2000[4][5][1]